# Киней
Кине́й (др.-греч. Κινέας) — древнегреческий оратор и дипломат IV—III веков до н. э., служивший Пирру. По-видимому, также был автором нескольких произведений, ни одно из которых не сохранилось.

## Биография
По происхождению фессалиец. Ученик Демосфена, причём по уровню ораторского мастерства его сравнивали с учителем. Обстоятельства поступления на службу к Пирру неизвестны. Царь Эпира высоко ценил его способности, говоря, что «Киней своими речами взял больше городов, чем он сам с мечом в руках».
Плутарх приписывает Кинею и Пирру диалог, состоявшийся перед началом войны в Италии, в ходе которого дипломат безуспешно пытается убедить царя в бессмысленности завоевательных войн. Когда кампания всё же началась, Пирр послал Кинея во главе передового отряда из 3000 воинов в призвавший эпиротов в Италию Тарент.
После победы над римским войском в первой битве — при Гераклее, Пирр, полагавший, что «разгромить римлян окончательно и взять их город дело нелёгкое, а при его военных силах и вовсе невозможное», решил воспользоваться достигнутым преимуществом и предложить противнику мир. С этой целью в Рим был направлен Киней, который встретился с самыми знатными римлянами, а их жёнам и сыновьям поднёс от имени царя подарки, впрочем, ими отвергнутые. Согласно Плинию Старшему, Киней обладал необыкновенной памятью и уже на другой день после своего прибытия знал по имени всех сенаторов и всадников. В сенате Киней выступил с «пространной и дружелюбной речью», в которой предложил весьма умеренные условия мира: возврат всех пленных без выкупа, гарантии независимости Тарента и союз (по Аппиану — также свободу остальным эллинам в Италии и возврат захваченного луканам, самнитам, давниям и бруттиям). К этому времени греческая культура уже успела распространиться в Риме, и Киней говорил с римлянами без переводчика.
Сенаторы уже склонялись к тому, чтобы принять условия соглашения, когда в курии появился Аппий Клавдий Цек, из-за старости (по разным оценкам, в 280 году до н. э. ему было от 63 до 82 лет) и слепоты оставивший государственные дела, но сейчас решивший вмешаться. Он обратился к согражданам с речью, которая считается одним из первых примеров римского ораторского искусства и первой речью, которая в записанном виде передавалась из поколения в поколение. Плутарх приписывает ему такие слова: «До сих пор, римляне, я никак не мог примириться с потерею зрения, но теперь, слыша ваши совещания и решения, которые обращают в ничто славу римлян, я жалею, что только слеп, а не глух». Требования Аппия Клавдия Цека сводились к следующему: не заключать мир до ухода Пирра из Италии. Сенат стал на его сторону, и Киней был вынужден вернуться к Пирру.
Находясь в Риме, Киней старался изучить противника и его государственное устройство. Позже в разговоре с Пирром он назвал сенат (по Аппиану — весь город) «собранием царей», а войну с римлянами, которые, толкаясь, записывались добровольцами в поредевшее после поражения войско, уподобил борьбе с лернейской гидрой (по другой версии, это сравнение принадлежит самому Пирру). После неудачи первого посольства Кинея римляне направили к Пирру Гая Фабриция Лусцина для переговоров о судьбе пленных. Согласно Плутарху, Киней во время застольной беседы познакомил его с сутью учения эпикурейцев, предписывавшего стремиться к удовольствиям и избегать занятий государственной деятельностью, что вызвало изумление римлянина.
Незадолго перед битвой при Аускуле Пирр решил предложить римлянам мир ещё раз. По Аппиану это было связано с желанием царя воспользоваться удачно представившейся возможностью захвата Сицилии, а также недовольством тем, как складываются военные действия в Италии. Поводом для новой миссии Кинея послужило желание выразить римлянам благодарность за то, что они благородно отказались воспользоваться услугами приближённого Пирра, предлагавшего за вознаграждение предательски отравить своего царя. Однако и на этот раз Рим продемонстрировал готовность вести переговоры только на условиях полного вывода эпирской армии с Апеннинского полуострова.
Последнее упоминание о выдающемся дипломате относится к сицилийской кампании (279/278—276/275 годы до н. э.) Пирровой войны, когда царь Эпира «как обычно тотчас же послал вперёд Кинея для предварительных переговоров с сицилийскими городами».

## Киней как писатель
В ряде источников упоминаются произведения Кинея, хотя ни одно из них не дошло до нашего времени. На некоего Кинея, отождествляемого с дипломатом Пирра, дважды ссылается Стефан Византийский, приводя сведения о Греции географического и мифологического характера.
О произведениях Кинея на те же темы упоминают Страбон (сохранившийся текст трактата греческого географа обрывается буквально на полуслове, поэтому установить суть приводимых Кинеем сведений не представляется возможным) и одна из схолий к пифийским одам Пиндара.
Примечательно, что, будучи, по свидетельству Плутарха, противником войны, Киней написал труды и по военному делу: об этом сообщает Элиан Тактик («Эней… написал много книг об искусстве войны, которые были сокращены Кинеем из Фессалии») и упоминает в одном из писем Цицерон.

## В литературе
- В 1623 году Эмерик Крюсе[англ.] опубликовал в Париже трактат «Новый Киней, или Рассуждения о состоянии, представляющем возможности и средства для установления всеобщего мира и свободы торговли во всём мире. Монархам и суверенным правителям Европы». Автор рассуждал о бессмысленности войн и предлагал разрешать противоречия между странами путём создания специального органа — межгосударственной ассамблеи, а также ввести всемирную валюту[18].
- Киней упоминается в поэме А. Н. Радищева «Песнь историческая» (около 1801—1802).
- Киней является второстепенным персонажем исторических романов Л. Р. Вершинина «Время царей» (1998) и «Несущие смерть. Стрелы судьбы» (2016).